# 王绪高
王绪高（1890年—1951年），山東省登州府蓬莱县人，中華民国政治人物。

## 生平
他早年毕业于北洋高等警務学校。后来他任直隷省的县知事。国民政府北伐後，他曾任河北省政府秘書等职务。
中華民国臨時政府成立后，他参加该政府，任津海道道尹。南京国民政府（汪精卫政权）成立后，他继续参加。1943年（民国32年）2月，他任代理河北省民政厅厅長。翌月，他代理天津特別市市長。10月，他去职。
日本投降後，王緒高以漢奸罪被逮捕。中華人民共和国成立後的1951年，他被处决。享年62岁。